# المحاكم الإدارية (المغرب)
المحاكم الابتدائية الإدارية في المغرب هي صنف من أصناف المحاكم الابتدائية المغربية، تختص بالنظر ابتدائيا في النزاعات ذات الطابع الإداري، أُحدٍثت بموجب القانون 41.90 الصادر سنة 1993. ويبلغ عدد المحاكم الإدارية بالمملكة 10 محاكم.

## الاختصاص
- البت ابتدائيا في طلبات إلغاء قرارات السلطات الإدارية بسبب تجاوز السلطة
- النزاعات المتعلقة بالعقود الإدارية
- دعاوي التعويض عن الأضرار التي تسببها أعمال ونشاطات أشخاص القانون العام
- تختص كذلك بالنظر في النزاعات الناشئة عن تطبيق النصوص التشريعية والتنظيمية المتعلقة بالمعاشات
- تطبيق النصوص التشريعية والتنظيمية المتعلقة بالانتخابات والضرائب ونزع الملكية لأجل المنفعة العامة
- البت في الدعاوي المتعلقة بتحصيل الديون المستحقة للخزينة العامة
- النزاعات المتعلقة بالوضعية الفردية للموظفين والعاملين في مرافق الدولة
- فحص شرعية القرارات الإدارية وفق الشروط المنصوص عليها في المادة 44 من هذا القانون (القانون رقم 41.90).[2][3]

## المحاكم الإدارية
| اسم المحكمة                     | المدينة       | الموقع                                 | التاسيس | الموقع الالكتروني                          |
| ------------------------------- | ------------- | -------------------------------------- | ------- | ------------------------------------------ |
| المحكمة الإدارية بفاس           | فاس           | شارع ابن زنبع، فاس                     | 1997    | -                                          |
| المحكمة الإدارية بالرباط        | الرباط        | شارع الأرز، مجمع محج الرياض، الرباط.   | 1997    | المحكمة الادارية بالرباط                   |
| المحكمة الإدارية بالدار البيضاء | الدار البيضاء | المحكمة الادارية، الدار البيضاء.       | 1998    | الموقع الرسمي                              |
| المحكمة الإدارية مراكش          | مراكش         | ساحة 9 أبريل مراكش                     | 1997    | الموقع الرسمي                              |
| المحكمة الإدارية مكناس          | مكناس         | مكناس                                  | 1998    | المحكمة الإدارية بمكناس                    |
| المحكمة الإدارية بأكادير        | أكادير        | المحكمة الادارية، شارع واد زيز، أكادير | 1998    | الصفحة الرئيسية - المحكمة الادارية بأكادير |
| المحكمة الإدارية بوجدة          | وجدة          | شارع العفران وجدة                      | 1998    | -                                          |

## محاكم الاستئناف الإدارية
هي محاكم الدرجة الثانية التي تستأنف أمامها أحكام المحاكم الإدارية. ويتوفر المغرب على 2 محاكم استئناف إدارية هما:
- محكمة الاستئناف الإدارية بالرباط؛
- محكمة الاستئناف الإدارية بمراكش.[5]